# John Jebb
John Jebb (1736-1786) est un théologien anglican Anglais, médecin et réformateur religieux et politique.

## Biographie
Jebb est le fils de John Jebb, doyen de Cashel, membre de la branche irlandaise d'une famille distinguée originaire de Mansfield dans le Nottinghamshire : parmi ses cousins irlandais se trouvent John Jebb (évêque) (en), évêque de Limerick et le frère de l'évêque Richard Jebb, juge de la Cour du Banc du Roi (Irlande). Sa mère est Anne Gansel, fille de David Gansel de Donnyland House, Colchester, et sœur du lieutenant-général William Gansel, qui est noté comme le protagoniste dans le cas de Gansel (1774), sur la question de savoir si un locataire a le droit légal de résister à l'expulsion de son logement.
John Jebb fait ses études à Peterhouse, Cambridge, où il est élu membre en 1761  ayant déjà été Second Wrangler à Cambridge en 1757. C'est un homme au jugement indépendant, et lui et sa femme Ann Jebb soutiennent chaleureusement le mouvement de 1771 pour l'abolition de la souscription universitaire et cléricale aux trente-neuf articles. Dans ses conférences sur le Testament grec, il aurait exprimé des vues sociniennes. En 1775, il démissionne de sa charge dans l'église du Suffolk et, deux ans plus tard, obtient son diplôme de docteur en médecine à St Andrews. Il pratique la médecine à Londres et est élu membre de la Royal Society en 1779. Lui et Ann continuent à être impliqués dans la réforme politique.
Comme Edmund Law et Francis Blackburne, il est un défenseur du Sommeil de l'âme .